# Presenting the Fabulous Ronettes
Presenting the Fabulous Ronettes-en español: «Presentando a las Fabulosas Ronettes»- también conocido como Presenting the Fabulous Ronettes Featurng Veronica, es el único álbum de estudio del grupo femenino estadounidense Ronettes, lanzado en 1964 por la discográfica Phillies.
El álbum, si bien no es un recopilatorio, contiene canciones del grupo lanzadas en meses previos como Be My Baby, Walking in the Rain, Baby I Love You, Do I Love You? y (The Best Part Of) Breakin' Up. Fue producido por Phil Spector El álbum está acreditado a las Ronettes, y a Verónica (segundo nombre artístico de Ronnie Spector).
En el 2020, el álbum fue posicionado en el 494 lugar de los 500 mejores álbumes de la revista Rolling Stone.